# Schwiederstorf
Schwiederstorf est un quartier de la commune allemande de Neu Wulmstorf, dans l'arrondissement de Harbourg, Land de Basse-Saxe.

## Géographie
Le Schwiederstorf-Siedlung se situe à environ un kilomètre à l’est du village, dans les monts de Harbourg. Un peu plus au sud-est se trouve la Karlstein.
Avec Elstorf, Schwiederstorf forme à peu près le centre géographique de la commune de Neu Wulmstorf. Le caractère agricole de Schwiederstorf diminue fortement au cours des dernières décennies du XXe siècle au profit de zones d'habitations pavillonnaires.

## Histoire
Schwiederstorf est mentionné pour la première fois en 1355.
Elstorf et Schwiederstorf sont occupés peu de temps avant la fin de la guerre, le 20 avril 1945, par la "compagnie A" de l'unité d'infanterie "1st Rifle Brigade" et par le "8th King's Royal Irish Hussars" des troupes anglaises.
Le 1er juillet 1972, les communes de Schwiederstorf, Elstorf, Rade et Rübke rejoignent la nouvelle commune de Neu Wulmstorf.

## Infrastructures
Schwiederstorf se situe sur la Bundesstraße 3.

## Source, notes et références
- (de) Cet article est partiellement ou en totalité issu de l’article de Wikipédia en allemand intitulé « Schwiederstorf » (voir la liste des auteurs).